# Victor de Sabata
Victor de Sabata (Trieste, Itàlia, 10 d'abril de 1892 - Santa Margherita, la Liguria (prop de Gènova), 11 de desembre de 1967) fou un director d'orquestra i compositor italià.
El seu pare era mestre de cors de la Scala de Milà. En el conservatori d'aquesta ciutat començaren els estudis musicals, als 10 anys. Va tenir per mestres en Saladino i en Orefice. Acabà els estudis el 1911, després d'assolir un primer premi en composició.

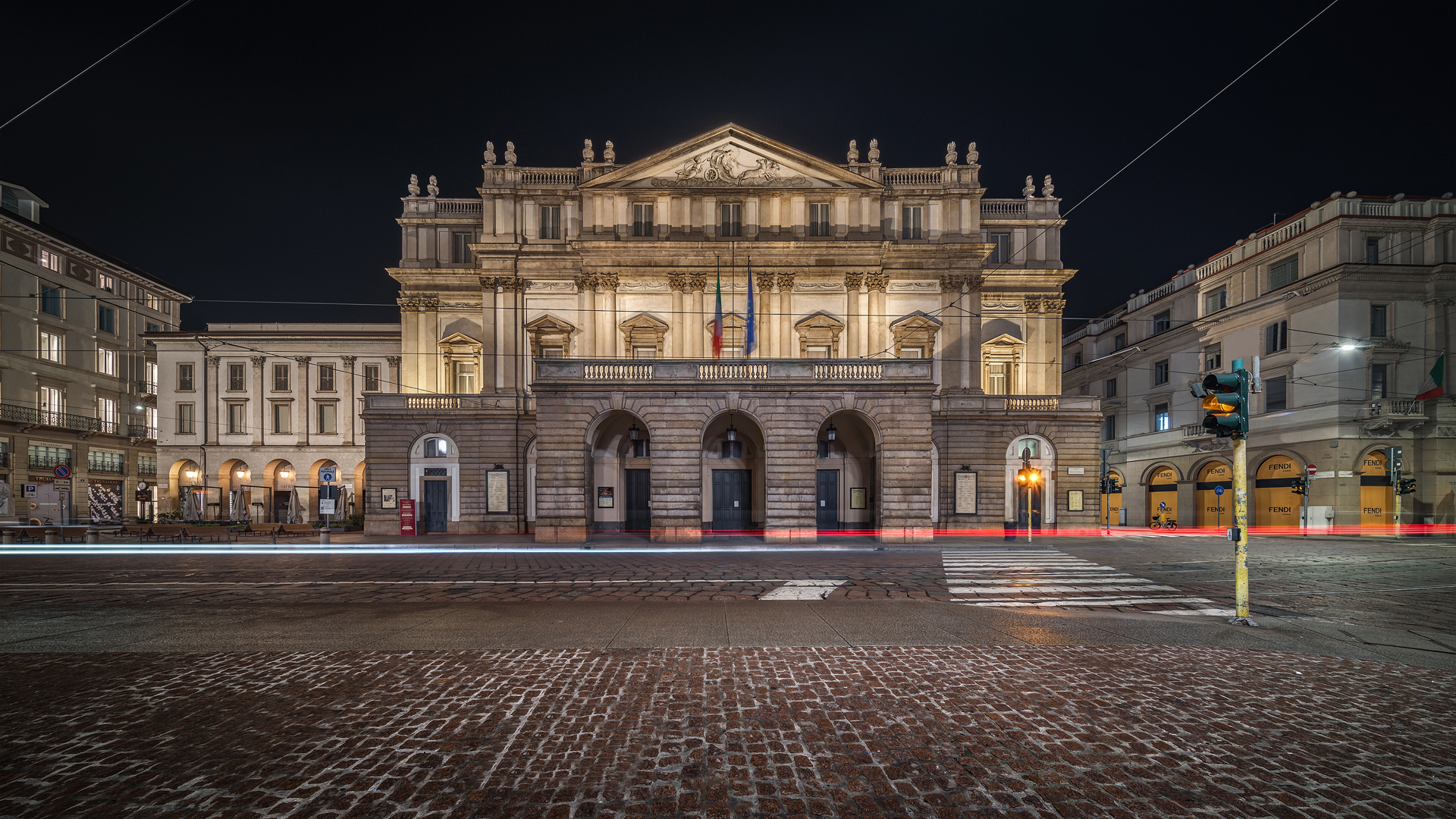
Teatre de la Scala de Milà on, de Sabata va assolir els majors èxits de la seva carrera

Fou primer director en l'Òpera de Montecarlo; allí estrenà L'Enfant et les Sortilèges, de Maurice Ravel. El 1927 succeí en De Guarneris a la Scala de Milà, teatre on feu, pràcticament, tota la seva carrera. Assolí un assenyalat triomf a Londres (1947), on dirigí les 9 simfonies de Beethoven, i a Alemanya, on arribà a dirigir Tristany i Isolda, a Bayreuth. També va ser invitat a Buenos Aires, per l'Associació Wagneriana (1948-49), per la que dirigí Els mestres cantaires de Nuremberg.
No menys notable varen ser llurs versions de les 4 simfonies de Johannes Brahms, si bé, per temperament, sentia marcada predilecció per l'òpera: les seves interpretacions de Verdi donades a conèixer en els millors teatres d'òpera d'Europa i dels Estats Units, tardaren molts d'anys a ser superades per altres directors. Alguns crítics censuraren llurs gests exagerats, en dirigir, però l'efecte de les seves interpretacions respongué plenament a un temperament fogós, del tot adequat a la interpretació del gènere dramàtic.
De sentiment essencialment romàntic, i per tant, antiacadèmic, això no li impedí manifestar-se, també, com un notable intèrpret del gènere simfònic. El seu poder de suggestió i comunicació, amb els músics a les seves ordres i amb el públic, residia abans de tot amb la particular empenta rítmica que imprimia a les obres. En la seu més important del bel canto assolí imposar el seu criteri interpretatiu a tota classe de cantants, inclús aquells que dominen als directors: això fou gràcies a la seva capacitat per saber mantenir l'auditori en un continu estat de tensió.
Això no obstant, feia més o menys uns 10 anys que abandonà llurs activitats: aproximadament, des de la mort d'Arturo Toscanini, el 1957. Sembla que els èxits als Estats Units i la continuïtat de De Sabata a la Scala de Milà no assentaren gaire bé al seu poderós rival, del qual es diu que assolí restar-li favor del públic. Per la seva part –malgrat coincidir amb motius de salut- la retirada de De Sabata, després de la mort de Toscanini, ofereix l'aspecte d'una noble renuncia davant l'enemic fora de combat: influí en això, llur desencís respecte a la fidelitat del públic.
Malgrat que eclipsades per la major envergadura del director són conegudes algunes de les seves peces orquestrals: la del (1911), que li valgué el premi del conservatori; les òperes Il Macigno (1917), estrenada en la Scala, i Lysistrata; i els poemes simfònics Juventus (1919), estrenada per Richard Strauss, La nit de Plató (1924), estrenada per Adriano Lualdi en el Teatre Colón de Buenos Aires, i Getsemaní (1928).